# Telle quelle-beginsel
Het telle quelle-beginsel is een merkenrechtelijk beginsel neergelegd in artikel 6quinquies van het Verdrag van Parijs tot bescherming van de industriële eigendom. Het beginsel houdt in dat, als een teken volgens de wet van het land van oorsprong (de lex originis) een merk kan zijn, en dit teken daar op een correcte wijze als merk is ingeschreven, het in alle andere landen van de Unie van Parijs "als zodanig" (telle quelle) moet worden ingeschreven. Dit betekent dat een land de inschrijving niet kan weigeren met de stelling dat het teken volgens de nationale wetgeving niet als merk beschermd kan worden.
Artikel 6quinquies sub A onder 1 luidt (voor zover van belang):
Toute marque de fabrique ou de commerce régulièrement enregistrée dans le pays d'origine sera admise au dépôt et protégée telle quelle dans les autres pays de l'Union, sous les réserves indiquées au présent article.

(Elk fabrieks- of handelsmerk, dat op regelmatige wijze in het land van oorsprong is ingeschreven, zal in de andere landen der Unie tot het depot toegelaten en als zodanig beschermd worden, onder de in dit artikel aangegeven voorbehouden.)
Een met behulp van de telle quelle-regeling ingeschreven merk wordt wel een telle quelle-merk genoemd. Zo'n merk is voor zijn bestaan afhankelijk van de inschrijving in het land van oorsprong, in die zin dat het telle quelle-merk automatisch vervalt zodra het merk in het land van oorsprong vervalt.
Het telle quelle-beginsel vormt een uitzondering op het beginsel van nationale behandeling dat is neergelegd in artikel 2, eerste lid, van het Verdrag van Parijs. Volgens dat beginsel zou de wet van het land waarvoor de bescherming wordt ingeroepen (de lex loci protectionis) bepalen of een teken een merk kan zijn. Een vreemdelingenrechtelijk gevolg hiervan is dat bevoordeling van buitenlanders kan optreden. Wordt bijvoorbeeld een teken in een bepaald schrift wel beschermd in land A, maar niet in land B, dan moeten deze tekens op grond van het telle quelle-beginsel als zodanig in land B als merken worden beschermd, terwijl de eigen onderdanen van land B die bescherming wordt onthouden.
Artikel 6quinquies sub B formuleert de drie gronden waarop de inschrijving van een in een ander Unieland correct ingeschreven merk toch kan worden geweigerd. De eerste weigeringsgrond is dat met het merk inbreuk kan worden gemaakt op rechten van derden. De tweede is het gegeven dat het merk elk onderscheidend vermogen ontbeert, enkel beschrijvend is of gebruikelijk is geworden in de gangbare taal of het handelsverkeer. Ten slotte kan de inschrijving geweigerd worden wanneer het merk in strijd is met de goede zeden of de openbare orde, en dan met name wanneer misleiding van het publiek te duchten valt.